# KV63
KV63 és una cambra descoberta recentment a la necròpolis faraònica de la Vall dels Reis d'Egipte. Inicialment s'havia cregut que podria ser una tomba reial, tot i que ara es considera que va ser una cambra d'emmagatzematge per al procés de momificació. Va ser trobada l'any 2005 per un equip d'arqueòlegs dirigit pel doctor Otto Schaden.
La cambra contenia set taüts de fusta i abundants gerres d'emmagatzematge de grans dimensions. Quan es van obrir tots els taüts van veure que només contenien materials de momificació; les gerres també contenien subministraments de momificació com ara sals, teles de lli i ceràmica trencada deliberadament.
Algunes impressions de segells d'argila trobats a la KV63 contenen text, com ara la paraula parcial pa-aten, part del nom utilitzat per l'esposa de Tutankamon, Ankhesenamon. Aquesta inscripció, l'estil arquitectònic de la cambra i la forma dels taüts i gerres apunten a una data de la XVIII dinastia, aproximadament contemporània de Tutankamon, la tomba del qual es troba molt a prop.
L'equip de Schaden va tornar a la KV63 el 2010, juntament amb un equip de televisió. Es van explorar unes altres 16 gerres d'emmagatzematge i s'hi va descobrir un llit de fusta amb caps de lleó, juntament amb trossos de gerres de vi. L'equip va arribar a la teoria que probablement la cambra va ser utilitzada pels embalsamadors de la família de Tutankamon, en un període aproximadat entre el 1337 i el 1334 aC.

## Descobriment
L'eix vertical de la KV63 va ser redescobert el 10 de març de 2005. El descobriment que aquest eix conduïa a una cambra va ser anunciat el 8 de febrer de 2006 pel Consell Suprem d'Antiguitats, que va acreditar la troballa a un equip d'arqueòlegs nord-americans de la Universitat. de Memphis, sota la direcció del doctor Otto Schaden. Inicialment es va pensar que la cambra, amb el nom "KV63" d'acord amb la convenció de numeració seqüencial utilitzada a la vall, era una tomba, la primera que es s'hauria trobat a la Vall dels Reis des del descobriment de KV62, la tomba de Tutankamon, per Howard. Carter el 1922.
El KV63 es troba en una zona entre la KV10 (Amenmesse) i la KV62 (Tutankhamon), al centre mateix del ramal oriental de la Vall i prop de la principal cruïlla de la xarxa de camins que recorren cada dia milers de turistes.
El descobriment es va fer mentre l'equip arqueològic excavava les restes de les barraques d'obrers de la dinastia XIX a l'entrada del KV10, buscant proves per aclarir la successió d'Amenmesse. L'entorn de les barraques havia acumulat runes per les inundacions ocasionals. Tant Theodore M. Davis com Howard Carter havien excavat a la zona a principis del segle xx, però no havien retirat aquestes edificacions. Mentre explorava una capa de roca fosca, l'excavació es va trobar sobtadament amb estelles de pedra blanca (l'últim nivell excavat per Carter). Una exploració posterior va revelar una vora recta de pedra tallada, que va resultar ser al llavi superior d'un pou vertical. En aquell moment, l'equip va ser conscient que havien descobert alguna cosa que podia ser significativa. Malauradament, el descobriment es va produir al final de la temporada d'excavació 2004-05, i l'excavació es va haver de posposar fins a la tardor següent.

## Descripció
S'ha comparat i s'ha trobat que l'encavalcament de l'eix de KV63 és similar al d'altres tombes de la dinastia XVIII (la de Yuya i Tjuyu), datant així la construcció a l'última part de la dinastia XVIII (ca. segle xiv aC). També s'especula a grans trets que les tres tombes són obra del mateix arquitecte, o almenys de la mateixa escola d'arquitectes.
L'eix que s'havia descobert baixava uns cinc metres. Al fons d'aquesta fossa hi ha una entrada d'1,5 metres d'alçada que estava tancada amb blocs de pedra. Darrere d'aquesta porta, on l'equip originalment va obrir-hi només una petita finestra per a l'esdeveniment del 10 de febrer de 2006, hi ha la cambra única.
No s'hi van trobar segells a la porta, i inicialment es va creure que la KV63 era un reenterrament que havia experimentat alguna intrusió a l'antiguitat. Les pedres de bloqueig de la porta no eren originals, cosa que va suggerir que la porta s'havia obert i tancat unes quantes vegades. Les pedres de bloqueig originals es van trobar a l'interior de la tomba, fet que demostra que algú havia tornat a entrar i segellat la tomba en l'antiguitat.
La cambra amida uns quatre metres per cinc i té les parets blanques. Contenia set taüts de fusta, inclòs un per a un nen i un altre per a un nadó petit. Dos dels taüts d'adults i el taüt del nen presenten màscares funeràries grogues; els altres porten màscares funeràries negres. S'ha suggerit que els que tenen les cares grogues poden haver estat dissenyats per a ocupants femenins. Van observar que alguns taüts estaven molt danyats pels tèrmits. Aquests tèrmits sembla que provenien de les barraques dels treballadors situades a prop de l'eix d'entrada i, per tant, probablement daten de l'època faraònica. No hi havia indicis de danys per l'acció de l'aigua. Tanmateix, ara que s'ha obert la cambra, el lloc corre el risc de patir danys per inundacions sobtades.
La cambra també contenia 28 grans gerres d'emmagatzematge, d'aproximadament 75 cm d'alçada, fetes tant de ceràmica com d'alabastre. Les gerres pesaven al voltant de 40 o 43 kg, variant lleugerament en mida i pes. Tres d'elles semblen haver estat trencades a l'antiguitat a la vora o al coll inferior. La majoria de les gerres es van descobrir amb les tapes intactes, però no portaven impressions de segells faraònics.